# 共役類
数学、とくに群論において、任意の群は共役類（きょうやくるい、英: conjugacy class）に分割できる。同じ共役類の元は多くの性質を共有し、非アーベル群の共役類の研究はそれらの構造の多くの重要な特徴を明らかにする。

## 定義
G を群とする。G の2つの元 a と b が共役 (きょうやく、conjugate) であるとは、G の元 g が存在して
b = g−1ag
を満たすことである。ここで元 g−1ag を ag のように表すこともある。
共役性は同値関係であり、したがって G を同値類に分割することが直ちに示せる。G の元 a を含む同値類
aG =  { ag | g ∈ G } 
は a の共役類 (conjugacy class) と呼ばれる。群 G の共役類が C1, …, Ch であるとき数 k(G) := h を類数 (class number) と呼ぶ。
共役類はその元を記述することによって、あるいはより短く「6A」で「位数 6 の元のある共役類」を意味し「6B」は位数 6 の元の別の共役類を意味するなどと指定されることがある。このとき共役類 1A は単位元の共役類である。ある場合には、共役類は統一的な方法で記述できるかもしれない ― 例えば、対称群においてそれらは巡回構造（すなわち巡回置換）によって記述することができる。

## 例
3元のすべての6個の置換からなる対称群 S3 は3つの共役類をもつ：
- 変化なし (abc → abc)
- 2つの交換 (abc → acb, abc → bac, abc → cba)
- 3つすべての巡回置換 (abc → bca, abc → cab)

4元のすべての24個の置換からなる対称群 S4 は 5 つの共役類をもつ。共役類を巡回構造と位数と共に一覧にする。
- (1)4: 変化なし (1 つの元： { {1, 2, 3, 4} } )
- (2): 2つの交換 (6 つの元： { {1, 2, 4, 3}, {1, 4, 3, 2}, {1, 3, 2, 4}, {4, 2, 3, 1}, {3, 2, 1, 4}, {2, 1, 3, 4} })
- (3): 3つの巡回置換 (8 個の元：  { {1, 3, 4, 2}, {1, 4, 2, 3}, {3, 2, 4, 1}, {4, 2, 1, 3}, {4, 1, 3, 2}, {2, 4, 3, 1}, {3, 1, 2, 4}, {2, 3, 1, 4} } )
- (4): 4つすべての巡回置換 (6 個の元： { {2, 3, 4, 1}, {2, 4, 1, 3}, {3, 1, 4, 2}, {3, 4, 2, 1}, {4, 1, 2, 3}, {4, 3, 1, 2} } )
- (2)(2): 2つと他の2つの交換 (3 個の元：  { {2, 1, 4, 3}, {4, 3, 2, 1}, {3, 4, 1, 2} } )

一般に、対称群 Sn の共役類の数は n の分割の数に等しい。これは各共役類が、 {1, 2, ..., n}  の元の並べ替えを除いて、{1, 2, ..., n}  のちょうど 1 つの分割を巡回置換の集まりと見做したものに対応するからである。
立方体の（自明でない）回転は、（面ではなく立体としての）対角線に関する置換として特徴づけることができるが、これも共役変換として記述することができる。
ユークリッドの運動群はユークリッド空間における対称性の共軛変換によって調べられる。

## 性質
- G の 2 元 a と b が共役ならば、同じ位数をもつ。より一般に、a についてのすべてのステートメントは b = g−1ag についてのステートメントに翻訳できる、なぜならば写像 φ(x) = g−1xg は G の内部自己同型だからである。
- G の元 a に対して、 {a}  が共役類であることと a が中心 Z(G) に属することは同値である。
- 有限群の共役類の元の数は群の位数を割り切る。より精密には共役類 aG の元の数 |aG| は a の G における中心化群 CG(a) = { g ∈ G | ga = ag }  の指数 [G : CG(a)] に等しい[4]。これは共役作用に関する軌道・固定群定理による。
- a と b が共役であれば、それらのベキ ak と bk も共役である[注釈 3]。したがって k 乗をとることは共役類上の写像を与え、どの共役類がその原像にあるかを考えることができる。例えば、対称群において、type (3)(2) (3-cycle と 2-cycle) の元の平方は type (3) の元であり、それゆえ (3) の power-up 類の 1 つは類 (3)(2) である。類 (6) は別の類である。
- 群 G の位数が奇数ならば |G| ≡ k(G) (mod 16) が成り立つ (W. Burnside)[5]。
- 有限群 H, K に対して k(H × K) = k(H) × k(K) が成り立つ[6]。
- 有限群 G とその部分群 H に対して [G : H]−1 k(H) ≤ k(G) ≤ [G : H] k(H) が成り立つ[7]。
- 自然数 h が与えられたとき、k(G) = h となる有限群 G は同型を除いて高々有限個しかない (E. Landau, 1903)[8]。
- 線形群 G ≤ GLn(C) が有限群であるのは共役類の数 k(G) が有限であることが必要十分である (W. Burnside)[9]。

## 類等式
G が有限群であれば、群の任意の元 a に対して、a の共役類の元は中心化群 CG(a) の剰余類と 1 対 1 の対応にある。このことは次のことを観察することによってわかる。同じ剰余類に属する任意の 2 元 b, c （したがって中心化群 CG(a) のある元 z に対して b = zc）は a を共役するときに同じ元を生じる： b−1ab = (zc)−1a(zc) = c−1z−1azc = c−1ac.
したがって a の共役類の元の数は G における中心化群 CG(a) の指数 [G : CG(a)] である。したがって各共役類の元の数は群の位数を割り切る。
さらに、各共役類からひとつずつ代表元 xi を選べば、共役類の非交性から |G| = ∑i |xiG| = ∑i [G : CG(xi)]がいえる。中心 Z(G) の各元はそれ自身だけを含む共役類をなすことに注意すれば、類等式 (class equation) を得る：
|G| = |Z(G)| + ∑i [G : CG(xi)]
ただし和は中心に含まれない各共役類からの代表元を渡る。
群の位数 |G| の約数の知識は中心や共役類の元の数についての情報を得るためにしばしば使うことができる。

### 応用例
非自明な有限 p-群 P（つまり位数 pn の群、ただし p は素数で n > 0）を考えよう。類等式を使うと
「すべての非自明な有限 p-群は非自明な中心をもつ」
ことが証明できる。
証明：P の任意の共役類の元の数は P の位数を割らなければならない。よって中心に含まれていない各共役類 Ci の元の数もまたあるベキ pki（ただし 0 < ki < n）であることが従う。すると類等式から pn = |P| = |Z(P)| +  ∑i pki となる。ゆえに p は |Z(P)| も割らなければならず、したがって |Z(P)| > 1 であることがわかる。

## 共役集合と共役部分群
群 G の部分集合 S （S は部分群である必要はない）と g ∈ G に対して
Sg = g−1Sg = { g−1sg | s ∈ S } 
を S の g による共役集合という。SG を部分集合 S の群 G における共役集合からなる集合とする。
次の定理はよく使われる。 G の部分集合 S が与えられたとき、SG の元の数は G における S の正規化群 NG(S) の指数に等しい：
|SG| = [G : NG(S)].
これは G の元 g と h に対して Sg = Sh であることと gh−1 が NG(S) の元であること——つまり g と h が NG(S) を法として等しいこと——の同値性から従う。
この公式は共役類の元の数に対する前に与えられたものを一般化することに注意しよう（S = {a}  とせよ）。
上記は G の部分群について話すときに特に有用である。部分群のなす集合は共役部分群へ分割できる。共役部分群は同型であるが、同型な部分群が共役であるとは限らない。たとえば、アーベル群は同型な 2 つの異なる部分群をもつかもしれないが、それらは決して共役でない。一方でシロー部分群は互いに共役である（シローの定理）。また、部分群 H がそのすべての共役部分群と一致することは部分群は正規部分群であることに他ならない。

## 共役作用
任意の 2 元 g, x ∈ G に対して
g.x = gxg−1
と定義すれば、G の G 上の群作用になる。この作用の軌道は共役類であり、与えられた元の固定部分群はその元の中心化群である。
同様に、G のすべての部分集合からなる集合への、あるいは G のすべての部分群からなる集合への、G の群作用を
g.S = gSg−1
と書くことで定義できる。

## 幾何学的解釈
弧状連結位相空間の基本群における共役類は自由ホモトピーのもとでの自由ループの同値類と考えることができる。